# Grand prix de littérature de la SGDL
 (décembre 2023).
Si vous disposez d'ouvrages ou d'articles de référence ou si vous connaissez des sites web de qualité traitant du thème abordé ici, merci de compléter l'article en donnant les références utiles à sa vérifiabilité et en les liant à la section « Notes et références ».
Le grand prix de littérature de la SGDL est un prix littéraire créé par la Société des gens de lettres en 1947 afin de récompenser un auteur pour l’ensemble de son œuvre, et qui lui est remis lors de la session de printemps de la société.
À partir de 1995 et jusqu’en 2016, il se nomme « Grand prix de littérature pour l'ensemble de l'Œuvre », est doté de 6 000 € et attribué à un écrivain ou une écrivaine française ou francophone à l'occasion d'une publication récente.
Dès 2017, il prend le nom de « Grand prix SGDL pour l'Œuvre » et récompense l’ensemble de l’œuvre d’une autrice ou d'un auteur de fiction, français ou francophone. Il n'est plus nécessairement lié à une publication dans l'année. Doté de 15 000 €, il est attribué et remis au mois de juin.

## Lauréats

### 1947-1994
- 1947 : Louis Martin-Chauffier
- 1948 : Joseph Jolinon
- 1949 : Germaine Beaumont
- 1950 : Francis de Miomandre
- 1951 : Vincent Muselli
- 1952 : Claude Aveline
- 1953 : Gabriel Audisio
- 1954 : Franz Hellens
- 1955 : Jean Bonnerot
- 1956 : Henri Malherbe
- 1957 : André Beucler
- 1958 : René Béhaine
- 1959 : Jules Bertaut
- 1960 : Albert t'Serstevens
- 1961 : Raymond Las Vergnas
- 1962 : Marie Noël
- 1963 : Alphonse Séché
- 1964 : Maurice Rat
- 1965 : Pierre Lafue
- 1966 : Fernand Méry
- 1967 : Luc Bérimont
- 1968 : Jean Fougère
- 1969 : Georges Mongrédien
- 1970 : Lise Weill
- 1971 : Roger Grenier
- 1972 : Roger Bésus
- 1973 : Philippe Soupault
- 1974 : Geneviève Gennari
- 1975 : Emmanuel Berl
- 1976 : Pierre Boulle
- 1977 : Catherine Paysan
- 1978 : Georges Blond
- 1979 : Michel Peyramaure
- 1980 : Bertrand de Jouvenel
- 1981 : Charles Le Quintrec
- 1982 : Raymond Abellio
- 1983 : Jean Cassou
- 1984 : Claude Roy
- 1985 : Francis Ponge
- 1986 : Jean Tardieu
- 1987 : Yves Bonnefoy
- 1988 : André Dhôtel
- 1989 : Noël Devaulx
- 1990 : Robert Pinget
- 1991 : Pierre Gascar
- 1992 : Henri Thomas
- 1993 : Jacques Borel
- 1994 : Jacques Roubaud

### 1995-2016
- 1995 : Bruno Gay-Lussac (prix refusé par l'auteur)
- 1996 : Georges-Emmanuel Clancier, Une ombre sarrasine, Albin Michel
- 1997 : Louis-René des Forêts, Ostinato, Mercure de France
- 1998 : Pascal Quignard, Vie secrète, Gallimard
- 1999 : Béatrix Beck, Guidée par le songe et Confidences de gargouilles, Grasset
- 2000 : Frédérick Tristan, Les Obsèques prodigieuses d'Abraham Radjec, Fayard
- 2001 : Daniel Boulanger, Les Mouches et l'Âne, Grasset
- 2002 : Pierre Bergounioux, Le Premier Mot, Gallimard, et Un peu de bleu dans le paysage, Verdier
- 2003 : Dominique Rolin, Lettre à Lise, Gallimard
- 2004 : Pierre Michon, Corps du roi, Verdier
- 2005 : Henry Bauchau, L'Enfant bleu, Actes Sud
- 2006 : Jacqueline Harpman, Du côté d'Ostende, Grasset
- 2007 : Gilles Lapouge, Le Bois des amoureux, Albin Michel
- 2008 : Patrick Grainville, Lumière du rat, Le Seuil
- 2009 : Jean-Noël Pancrazi, Montecristi, Gallimard
- 2010 : ex æquo François Emmanuel, Jours de tremblement, Le Seuil et Joël Schmidt, Un cri pour deux, Albin Michel
- 2011 : Serge Doubrovsky, Un homme de passage, Grasset
- 2012 : Sylvie Germain, Rendez-vous nomades, Albin Michel
- 2013 : Hubert Haddad, Le Peintre d'éventail et Les Haïkus du peintre d'éventail, Zulma
- 2014 : Chantal Thomas, L'Échange des princesses, Seuil
- 2015 : Laurent Mauvignier, Autour du monde, Minuit
- 2016 : René Depestre, Popa Singer, Zulma

### Depuis 2017
- 2017 : Leslie Kaplan
- 2018 : Dominique Sigaud
- 2019 : Jean-Claude Grumberg
- 2020 : Marie-Hélène Lafon
- 2021 : Jean-Marie Blas de Roblès
- 2022 : Claude Louis-Combet
- 2023 : Jean-Christophe Bailly
- 2024 : Élisabeth Badinter[1]